# 하워드 밸런타인
하워드 밸런타인(Howard Valentine, 본명: 하워드 반 노스트랜드 밸런타인, Howard Van Nostrand Valentine, 1881년 12월 14일 ~ 1932년 6월 25일)은 미국의 트랙 필드 선수였다.
미국 세인트루이스에서 열린 1904년 하계 올림픽에서 미국 대표로 출전해 800m에서 은메달을 획득했고, 1500m에서는 7위를 차지했다.
또한 팀 동료인 아서 뉴턴, 조지 언더우드, 폴 필그림, 데이비드 먼슨과 함께 시카고 AA와의 4마일 팀 경주에서 뉴욕 체육 클럽 팀을 위해 경쟁했다. 이들은 경주에서 우승하고 금메달을 땄다.
1906년 하계 올림픽 인터칼레이티드 게임(Intercalated Games)에서 그는 400m와 800m 종목의 첫 번째 라운드에서 탈락했다.
1911년에 그의 집이 도둑맞았고 약 270개의 그의 육상 컵과 메달이 도난당했다.
1932년 발렌타인은 심장마비로 뉴욕 브로드 스트리트 병원에 입원했으나 그곳에서 사망했다. 사망 당시 그는 중개회사 E.C. 베네딕트 앤드 코퍼레이션(E.C. Benedict & Co.)의 사무실 관리자였다.